# Винорелбин
Винорелбин — цитостатический лекарственный препарат из группы алкалоидов барвинка, отличается от аналогичных алкалоидов структурной модификацией остатка катарантина. Используется для химиотерапии рака, включая рак молочной железы и немелкоклеточный рак лёгких.
Винорелбин входит в перечень жизненно необходимых и важнейших лекарственных препаратов.

## Фармакологическое действие
Винорелбин на молекулярном уровне влияет на динамическое равновесие тубулина в аппарате микротрубочек клетки. Винорелбин подавляет полимеризацию тубулина, связываясь преимущественно с митотическими микротрубочками, а в более высоких концентрациях оказывает также влияние на аксональные микротрубочки. Индукция спирализации тубулина под действием винорелбина выражена слабее, чем при применении винкристина. 

Препарат блокирует митоз клеток на стадии метафазы G2-M, вызывая гибель клеток во время интерфазы или при последующем митозе.

## Фармакокинетика
После внутривенного введения препарата в дозах до 45 мг/м2 площади поверхности тела фармакокинетика винорелбина имеет линейный характер. 

После внутривенного болюсного или инфузионного введения кинетика препарата представляет собой трёхфазный экспоненциальный процесс, завершающийся длительной терминальной фазой. Средний T½ в терминальной фазе составляет 40 ч. Клиренс винорелбина высокий и приближается к скорости кровотока в печени, составляет в среднем 0.72 л/ч/кг (0.32-1.26 л/ч/кг) при большом Vd (в среднем составляющем 21.2 л/кг после достижения равновесного состояния), что свидетельствует об экстенсивном распределении винорелбина в тканях. 

В значительной степени поглощается лёгкими, где достигает концентрации в 300 раз выше, чем в сыворотке. Не обнаруживается в центральной нервной системе. Связывание с белками плазмы незначительное - 13.5%, в больших количествах связывается с клетками крови, особенно тромбоцитами (около 78%). 

Биотрансформируется в печени под действием изофермента CYP3A4 цитохрома P450. Все метаболиты идентифицированы и являются неактивными, кроме 4-0-деацетилвинорелбина, являющегося основным метаболитом в плазме крови. Сульфо- и глюкуроновые конъюгаты не выявлены. 

Менее 20% дозы выводится почками преимущественно в неизменённом виде и в виде метаболитов. Большая часть препарата выводится с жёлчью. 

Фармакокинетические параметры винорелбина не зависят от возраста пациентов и не меняются при умеренной или тяжёлой печёночной недостаточности.

## Показания
- немелкоклеточный рак лёгкого;
- метастатический рак молочной железы;
- рак предстательной железы, резистентный к гормонотерапии (в комбинации с малыми дозами ГКС для приёма внутрь).

## Режим дозирования
Применяется парентеральное (внутривенно) и пероральное введение препарата Винорелбин. 

При монотерапии средняя рекомендуемая доза препарата составляет 25-30 мг/м2 поверхности тела 1 раз в неделю. 

Рекомендуют вводить винорелбин в течение 6-10 мин после разбавления 20-50 мл физиологического раствора или 5% раствора глюкозы. После введения препарата вену следует тщательно промыть физиологическим раствором (не менее 250 мл). 
При пероральном приеме винорелбина в дозах 60 и 80 мг/м2 величина AUC сопоставима с таковой при в/в введении в дозах от 25 и 30 мг/м2 соответственно.

При проведении полихимиотерапии доза и частота введения винорелбина зависят от конкретной программы противоопухолевой терапии.
Для пациентов с нарушениями функции печени дозу препарата следует снизить на 33% (максимальная доза составляет 20 мг/м2).
Перед началом внутривенного введения следует убедиться в том, что игла находится в просвете вены. При попадании препарата в окружающие вену ткани следует прекратить вливание и остаток дозы ввести в другую вену.

## Побочное действие
Приведённые ниже побочные эффекты встречались чаще, чем в единичных случаях. Использовались следующие критерии оценки частоты встречаемости нежелательных явлений: понятие «очень часто» употребляют в случае, если нежелательные явления отмечаются более, чем у 10% пациентов; понятие «часто» — у 1-10%, понятие «иногда» — у 0.01-1%, понятие «редко» — у 0.01-0.001% пациентов; крайне редко — менее чем у 0.001%.
- Со стороны системы кроветворения: очень часто — нейтропения, с последующим восстановлением числа нейтрофилов в течение 5-7 дней, не сопровождающаяся кумулятивным эффектом; часто — анемия, тромбоцитопения (редко тяжёлые); также отмечаются явления, связанные с угнетением костномозгового кроветворения и/или иммунной системы — вирусные, бактериальные, грибковые инфекции различной локализации (органов дыхания, мочевыводящих путей, ЖКТ) лёгкой или средней степени тяжести; иногда — тяжёлый сепсис с недостаточностью внутренних органов, септицемия; крайне редко — осложнённая септицемия, в некоторых случаях с летальным исходом.
- Аллергические реакции: редко — системные аллергические реакции в виде анафилактического шока или ангионевротического отёка.
- Со стороны электролитного обмена: редко — тяжёлая гипонатриемия.
- Со стороны периферической нервной системы: часто — неврологические нарушения, включая снижение (вплоть до полного угасания) остеосухожильных рефлексов, после длительного лечения пациенты могут жаловаться на повышенную утомляемость мышц нижних конечностей; иногда — тяжёлые парестезии, как правило, обратимого характера.
- Со стороны сердечно-сосудистой системы: иногда — артериальная гипотензия, гипертензия, приливы крови, похолодание конечностей; редко — ИБС (стенокардия, инфаркт миокарда), тяжёлая артериальная гипотензия, коллапс; крайне редко — тахикардия, сердцебиение, нарушение сердечного ритма.
- Со стороны дыхательной системы: иногда — появление одышки и бронхоспазма; редко — появление интерстициальной пневмопатии (при совместном применении с митомицином).
- Со стороны пищеварительной системы: очень часто — тошнота, рвота, преходящее повышение показателей функциональных проб печени, не сопровождающееся клиническими симптомами (АСТ — у 27.6% и АЛТ — у 29.4%); часто — тошнота, рвота, частоту которых можно снизить с помощью противорвотной терапии, стоматит, запор, диарея (обычно лёгкой или средней степени тяжести); редко — парез кишечника (после нормализации моторики кишечника лечение возобновляют), панкреатит.
- Дерматологические реакции: часто — алопеция, обычно в лёгкой форме; редко — появление распространённых кожных реакций.
- Со стороны костно-мышечной системы: часто — артралгии (включая челюстные боли), миалгии.
- Со стороны организма в целом: часто — повышенная утомляемость, лихорадка, боли различной локализации, включая боль в грудной клетке и в области опухоли.
- Местные реакции: часто — появление эритемы, чувство жжения, изменение окраски вены, флебит; редко — местный некроз (при несоблюдении мер предосторожности при введении препарата — неправильное внутривенное введение иглы или катетера без промывания вены большим количеством физиологического раствора после введения препарата).

## Противопоказания
- беременность;
- лактация;
- количество нейтрофилов менее 1500/мкл;
- тяжёлая инфекция в настоящее время или недавно перенесённая;
- повышенная чувствительность к препарату.

## Беременность и лактация
Винорелбин противопоказан к применению при беременности. 

При необходимости применения препарата в период лактации следует решить вопрос о прекращении грудного вскармливания.

## Особые указания
Введение винорелбина следует проводить под контролем врача, имеющего опыт проведения химиотерапии.
При появлении симптомов инфекции необходимо срочно провести обследование пациента.
С осторожностью следует назначать винорелбин пациентам с ИБС в анамнезе.
Следует избегать случайного попадания препарата в глаза. Если это произошло, глаз следует немедленно и тщательно промыть.
Винорелбин не применяют одновременно с рентгенотерапией, особенно захватывающей область печени.

### Контроль лабораторных показателей
Лечение препаратом проводят под строгим гематологическим контролем, определяя число лейкоцитов, гранулоцитов и уровень гемоглобина перед каждой очередной инъекцией винорелбина. При снижении числа нейтрофилов ниже 1500/мкл и/или тромбоцитов ниже 75000/мкл введение очередной дозы препарата откладывают до нормализации числа нейтрофилов и тщательно наблюдают за больным.

## Передозировка
Симптомы: гипоплазия костного мозга, в некоторых случаях с развитием инфекции, лихорадки и паралитической непроходимостью кишечника. 

Лечение: при необходимости проводят симптоматическую терапию, переливание крови, антибиотики широкого спектра действия.

## Лекарственное взаимодействие
При одновременном применении винорелбина с другими лекарственными средствами, угнетающими костный мозг (независимо от способа введения) возможно усиление побочных эффектов, связанных с миелосупрессией.
При совместном применении с цисплатином возможно повышение частоты побочных эффектов, особенно гранулоцитопении.
Одновременное применение препарата с индукторами и ингибиторами изоферментов цитохрома P450 может привести к изменению фармакокинетики винорелбина.